# Neochera butleri
Neochera butleri là một loài bướm đêm trong họ Erebidae.